# NGC 2381
NGC 2381 is een balkspiraalstelsel in het sterrenbeeld Kiel. Het hemelobject werd op 26 december 1834 ontdekt door de Britse astronoom John Herschel.

## Synoniemen
- ESO 88-10
- FAIR 266
- AM 0719-625
- IRAS07194-6258
- PGC 20694